# Hohenwarth (Gemeinde Hohenwarth-Mühlbach)
Hohenwarth ist eine Ortschaft und Katastralgemeinde der Marktgemeinde Hohenwarth-Mühlbach am Manhartsberg in Niederösterreich mit 449 Einwohnern (Stand 1. Jänner 2024).

## Geographie
Der Ort liegt an einem Abriss der Hohenwarther Platte, der zugleich die Quellmulde des Gießbaches darstellt, an der Kreuzung der Landesstraße 43 mit der Landesstraße 46. Der höchste Punkt der Ortschaft wird von der Pfarrkirche Hohenwarth eingenommen.

## Geschichte
Spuren menschlicher Besiedlung weisen bis in die Jungsteinzeit zurück. Der Ort wurde urkundlich erstmals 1060/70 in einer Göttweiger Traditionsnotiz als Hohinwarta genannt. Damals sicherte eine als Edelsitz ausgebaute Wehranlage den Plecketen Weg, auf der vom 12. bis zum 15. Jahrhundert die Herren von Hohenwarth, eine bayrische Adelsfamilie lebte, die um die Jahrtausendwende nach Österreich. Die niederösterreichische Linie des Geschlechts ist bis ins 17. Jahrhundert nachweisbar. Die Pfarre Hohenwarth entstand vor 1100 und war bis 1784 ein passauisches Lehen und wurde danach landesfürstlich. Die Herrschaft Unterdürnbach fungierte lange Zeit als Ortsobrigkeit und als Landgericht war die Herrschaft Limberg zuständig.
Seit 1750 besaß Hohenwarth das Marktrecht, die erhaltene Markterhebungsurkunde stammt allerdings aus dem Jahr 1819.
Nach den Reformen 1848/1849 konstituierte sich Hohenwarth 1850 zur selbständigen Gemeinde und unterstand bis 1868 dem Amtsbezirk Ravelsbach. Laut Adressbuch von Österreich waren im Jahr 1938 in der Marktgemeinde Hohenwarth ein Tierarzt, ein Bäcker, zwei Fleischer, ein Friseur, zwei Gastwirte, zwei Gemischtwarenhändler, ein Sattler, zwei Schmiede, zwei Schneider, drei Schuster, ein Tischler, zwei Viehhändler und mehrere Landwirte ansässig.

## Öffentliche Einrichtungen
In Hohenwarth gibt es einen Kindergarten.

## Persönlichkeiten
- Leopold Diwald (1862–1927), Landwirt und Politiker
- Josef Pfaller (1908–1968), Werkmeister, Politiker und Mitglied des Bundesrates